# Воксино
Воксино — деревня в Сокольском районе Вологодской области.
Входит в состав Воробьёвского сельского поселения, с точки зрения административно-территориального деления — в Воробьёвский сельсовет. Расположена к северу от автодороги А123.
Расстояние по автодороге до районного центра Сокола — 58 км, до центра муниципального образования Воробьёва — 2 км. Ближайшие населённые пункты — Толстоумово, Преображенское, Виторьево.
По переписи 2002 года население — 15 человек.